# Vignole
Le Vignole è un'isola (69,20 ha) della Laguna Veneta settentrionale.

## Geografia
L'isola è posta a nord-est di Venezia, tra Sant'Erasmo e la Certosa.
È in realtà formata da due subunità separate da un canale e messe in comunicazione da un ponte. Analogamente alla vicina Sant'Erasmo, la scarsa popolazione è dedita all'orticoltura.
La zona orientale è invece area militare poiché vi sorge una caserma dei Lagunari, nella quale stanziano la compagnia C.S.T.A. e il plotone Esploratori. A questa è annessa l'isola di Sant'Andrea con l'omonimo forte, collegata alle Vignole da due ponti.
Può essere raggiunta da Venezia o da Treporti con i vaporetti dell'ACTV (linea 13).

## Storia
In passato conosciuta come Biniola o Isola delle Sette Vigne, fu apprezzata dai Veneziani e probabilmente anche dagli antichi Romani come luogo di villeggiatura. Allora era bagnata direttamente dal Mare Adriatico, visto che il litorale di Punta Sabbioni doveva ancora formarsi del tutto. Nel VII secolo vi venne costruita, da due tribuni di Torcello, una piccola chiesa in onore di San Giovanni Battista e Santa Cristina.

## Monumenti e luoghi d'interesse
Tra i pochi monumenti notevoli, spicca la chiesetta di Sant'Erosia, affacciata al canale interno e affiancata da un piccolo campanile. Forse erede dell'antica chiesa dei Santi Giovanni Battista e Cristina, è stata ristrutturata nell'Ottocento, ma oggi è quasi sempre chiusa. Custodisce un'Assunzione della Vergine, opera di anonimo del XVII secolo.